# Raggasonic
Raggasonic ist ein Duo zweier aus der Karibik stammender französischer Ragga-Deejays, Big Red und Daddy Mory. 
Die beiden lernten sich Anfang der 1990er Jahre kennen. 1995 erhielten sie einen Plattenvertrag und veröffentlichten ihr erstes Album, Raggasonic.
Raggasonic arbeiteten mit namhaften französischen Künstlern und Gruppen zusammen, zum Beispiel NTM (Nique Ta Mère). Sie sind bekannt für ihre außergewöhnlichen Stimmen. Sie leben in geringem Maße den Rastafari-Kult aus. Inzwischen haben beide Mitglieder Soloalben veröffentlicht.

## Diskografie
- Raggasonic (Virgin, 1995)
- Raggasonic Vol.2 (Virgin, 1997)
- Raggasonic 3 (2012)